# Storbyn, Hudiksvalls kommun
Storbyn är en bebyggelse i Idenors socken i Hudiksvalls kommun. Från 2015 avgränsar SCB här en småort.